# Mine de Marlin
 (février 2016).
Si vous disposez d'ouvrages ou d'articles de référence ou si vous connaissez des sites web de qualité traitant du thème abordé ici, merci de compléter l'article en donnant les références utiles à sa vérifiabilité et en les liant à la section « Notes et références ».
Pour les articles homonymes, voir Marlin.
La mine de Marlin est une mine à ciel ouvert d'or et d'argent qui est située dans le département de San Marcos au Guatemala. Elle chevauche les municipalités de Sipacapa et San Miguel Ixtahuacán.
En 2003, la mine a accordé à Montana Exploradora une licence d’exploitation et le projet a reçu un prêt de 45 millions de dollars du gouvernement guatémaltèque.La construction a commencé en 2004 et la mine a débuté ses opérations en 2005.
Elle appartient à Montana Exploradora de Guatemala, S.A (Montana), une filiale de Goldcorp, depuis son acquisition en 2005.